# Линда (Томская область)
Линда — исчезнувший посёлок в Первомайском районе Томской области. Входил в состав Новомариинского сельского поселения. Упразднён в 2004 году.

## География
Посёлок располагался на правом берегу реки Куендат, в 1,5 км к северо-востоку от деревни Калиновка.

## История
Основан в 1906 г. В 1926 году состоял из 62 хозяйств. В составе Калиновского сельсовета Зачулымского района Томского округа Сибирского края.

## Население
По переписи 1926 г. в поселке проживало 232 человека (121 мужчина и 111 женщин), основное население — эсты.
По данным переписи 2002 года в посёлке отсутствовало постоянное население.